# Grumman JF
Die Grumman JF Duck und Grumman J2F Duck waren Amphibienflugzeuge des US-amerikanischen Flugzeugherstellers Grumman Aerospace Corporation.

## Entwicklung
Der einmotorige Doppeldecker mit einziehbarem Fahrwerk  wurde von 1933 bis 1935 produziert und stellte mit 307 km/h im Dezember 1934 einen Geschwindigkeitsrekord für Amphibienflugzeuge auf.
Ab 1937 wurde die J2F produziert, die sich nur in wenigen Details von der JF unterschied. Am besten kann man die J2F an der fehlenden Strebe zwischen den Querrudern erkennen. Die Versionen J2F-1 bis J2F-4 unterschieden sich kaum, die J2F-5 und J2F-6 hatten stärkere Motoren.

## Nutzer
Die JF und J2F wurde von der U.S. Navy als Verbindungsflugzeug und der U.S. Coast Guard sowie der U.S. Air Force zur Seenotrettung eingesetzt.
Ferner nutzten Argentinien von 1937 bis 1959 die J2F, Kolumbien flog drei ab 1948 und Mexiko zwei von 1947 bis 1951.

## Varianten

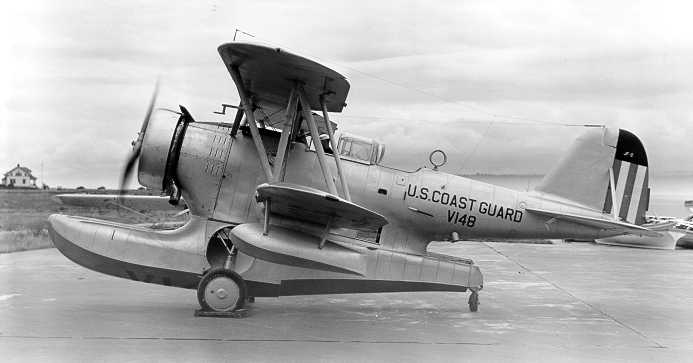
Eine JF-2 der U.S. Coast Guard

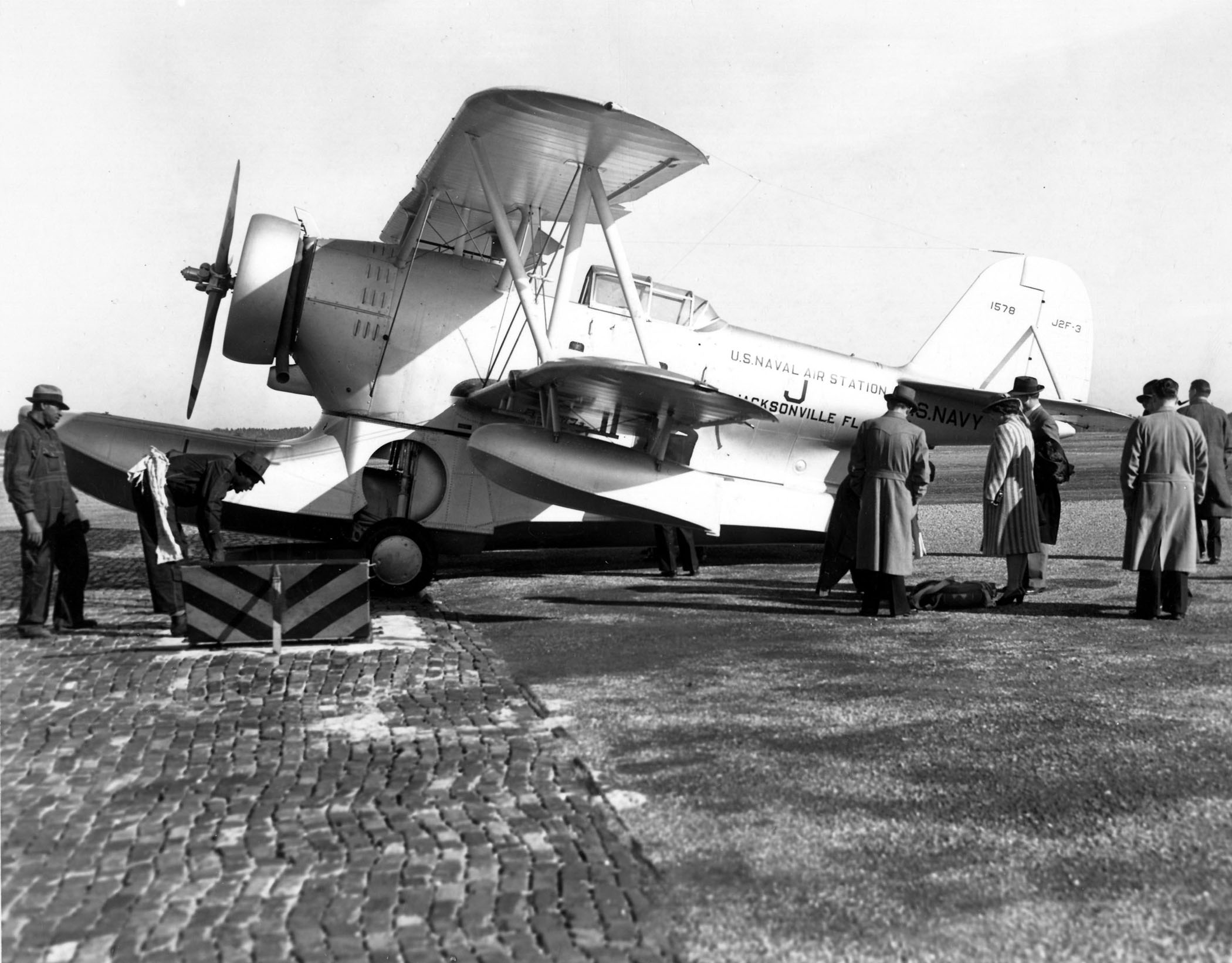
J2F-3 der NAS Jacksonville 1940

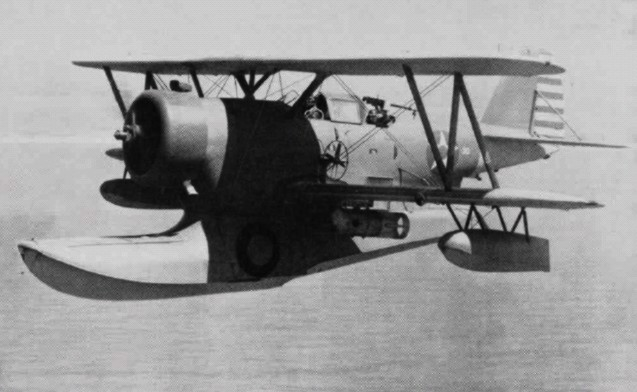
Eine 1942 zur U-Boot-Jagd eingesetzte J2F-5

XJF-1Prototyp mit 700 PS Pratt & Whitney R-1535-62-Motor
JF-127 gebaut, 700 PS Pratt & Whitney R-1830-62 Twin Wasp-Motor
JF-215 für die U.S. Coast Guard gebaut, 750 PS Wright R-1820-102 Cyclone-Motor
JF-35 gebaut, JF-2 für die U.S. Navy
J2F-129 gebaut
J2F-230 gebaut
J2F-2A9 J2F-2, die mit Bewaffnung versehen wurden
J2F-320 gebaut
J2F-432 gebaut
J2F-5144 gebaut, 950 PS Wright R-1820-50-Motor
J2F-6330 von Columbia Aircraft Corporation in Lizenz gebaut, 1050 PS Wright R-1820-54-Motor
OA-128 von der U.S. Air Force 1948 erworbene J2F-6

## Technische Daten (Grumman JF Duck)
- Abmessungen
  - Länge: 9,93 m
  - Höhe: -- m
  - Spannweite: 11,89 m
  - Flügelfläche: -- m²
- Gewicht
  - Leermasse: -- kg
  - maximale Startmasse: -- kg
  - Zuladung: 386 kg
- Triebwerk

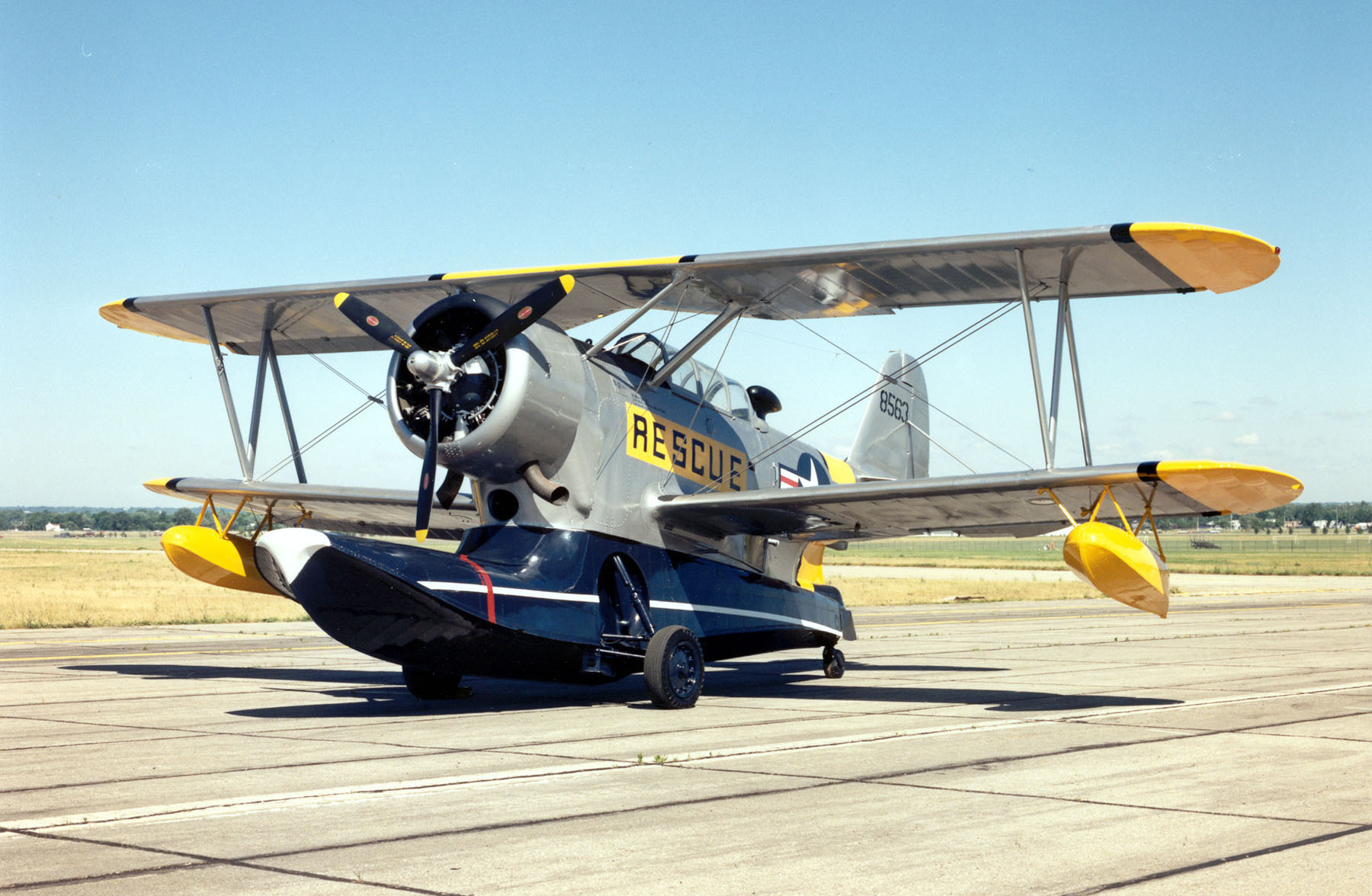
OA-12 Duck der U.S. Air Force

  - ein 14-Zylinder-Sternmotor Pratt & Whitney R-1830, 522 kW (700 PS)
- Leistungen
  - Gipfelhöhe: 6.550 m
  - Reichweite: -- m
- Besatzung
  - ein Pilot

## Trivia
- In der TV-Serie Pazifikgeschwader 214 hat eine zweisitzige Grumman JF in einigen Folgen einen Gastauftritt.